# Антенор
Антенор (др.-греч. Ἀντήνωρ, лат. Antenor) — в древнегреческой мифологии троянец, друг и советник Приама, муж Феано (Теано), дочери фракийского царя Киссея, которая родила ему 13 детей.
В «Илиаде» названо 11 его сыновей: Агенор, Акамант, Архелох, Геликаон, Демолеонт, Ифидамант, Коонт, Лаодамант, Лаодок, Полиб и внебрачный Педей. Вакхилид в дифирамбе насчитывал у него 50 сыновей. Двое его детей, Акамас и Архелох, воевали на стороне троянцев в составе отряда дарданов.
Согласно Гомеру, Антенор был самым благоразумным среди старейшин Трои, взывал к примирению. Он дал в своём доме гостеприимство Одиссею и Менелаю, когда те явились в Трою требовать выдачи Елены; сопровождал Приама в греческий лагерь для постановления условий единоборства между Парисом и Менелаем и после единоборства Аякса с Гектором советовал, хотя и тщетно, выдать Елену.
Позднейшее сказание выставляет его другом греков и даже изменником родного города. Его дом не был тронут греками во время грабежа, так как он ранее убедил троянцев не убивать послов Одиссея и Менелая. В ночь взятия Трои над его входом была повешена шкура леопарда (по Софоклу) — условный знак, чтобы его щадили. Изображён на картине Полигнота в Дельфах с женой Феано и детьми Главком, Евримахом и Крино.
По сказанию некоторых, он основал на развалинах Трои новое государство, а по другим, покинул Трою и поселился в Кирене. Согласно Страбону, Антенор с сыновьями и уцелевшими энетами спасся во Фракию и оттуда попал в Генетику на Адриатике. Поселился у реки Тимаво. По рассказу Сервия, после войны с эвганеями и царем Белесом основал Патавий (совр. Падуя) и учредил там игры. Место, где они высадились, звалось Троей. Также считался родоначальником арвернов.
Действующее лицо трагедий Софокла «Посольство о Елене» (фр.176-178 Радт), «Антенориды» (фр.137 Радт, возможно, тождественна предыдущей), Тимесифея «Посольство о Елене», Акция «Антенориды».
В Падуе в XIII веке был установлен кенотаф Антенора, так называемая Гробница Антенора на площади Пьяцца Антеноре.
М. В. Ломоносовым в «Древней Российской истории» выводился в качестве прародителя славян и русских: "Катон то же разумеет, когда венетов, как свидетельствует Плиний, от троянской породы производит. Все сие великий и сановитый историк Ливий показывает и обстоятельно изъясняет. «Антенор, — пишет он, — пришел по многих странствованиях во внутренний конец Адриатического залива со множеством енетов, которые в возмущение из Пафлагонии выгнаны были и у Трои лишились короля своего Пилимена: для того места к поселению и предводителя искали. По изгнании евганеев, между морем и Алпийскими горами живших, енеты и трояне одержали оные земли. Отсюду имя селу — Троя; народ весь венетами назван».